# Kanacea
Kanacea [kanaˈðea], auch Kanathea, ist eine Vulkaninsel im Lau-Archipel von Fidschi. Politisch gehört sie zur Eastern Division dieses Inselstaates.

## Geographie
Kanacea liegt in der Northern Group der Lau-Inseln, 14 km westlich von Vanua Balavu, der zweitgrößten Insel des Archipels sowie 15 km nördlich von Mago. Die annähernd runde Insel ist 4,5 km lang und bis zu 4 km breit. Sie weist eine Fläche von 13 km² auf und erreicht eine Höhe von 259 m über dem Meer. Die Insel ist nahezu vollständig von einem Korallenriff umgeben, das sich weit nach Nordosten bis fast nach Vanua Balavu erstreckt. Kanacea ist in Privatbesitz und nicht dauerhaft bewohnt, im Nordosten der Insel existieren jedoch Plantagengebäude für die Kokosnussernte, Unterkünfte sowie eine Schule.